# Otto Reedtz-Thott (født 1954)
 Der er flere personer med dette navn, se Otto Reedtz-Thott.
Otto Tage Henrik Axel baron Reedtz-Thott (født 15. februar 1954) er en dansk godsejer, hofjægermester, kammerherre og direktør.
Reedtz-Thott er student fra Herlufsholm og uddannet civiløkonom med en mastergrad fra Massachusetts Institute of Technology. Siden 1973 har han ejet og drevet Gavnø Slot på øen Gavnø ved Næstved, der har været i familiens eje siden 1700-tallet.
Reedtz-Thott er blandt andet kendt for sammen med finansmanden Klaus Riskær Pedersen at have grundlagt den københavnske lokal-tv-station Kanal 2 i 1984 samt radiostationen The Voice. Han var desuden bestyrelsesmedlem i Riskærs kuldsejlede firma Accumulator Invest. Reedtz-Thott er desuden grundlægger af modelbureauet Scandinavian Models/Elite og har har siddet i bestyrelsen for osteproducenten Tholstrup Cheese. Han ejer en række virksomheder og besidder bestyrelsesposter i et antal ejendomsselskaber og fonde.
Han blev i 1985 tildelt Danske Distriksblade DID Prisen og i 2008 ved Prix Radio (Danmarks officielle radiopriser) den særlige hæderspris. "Næste år er det 25 år siden, at han startede The Voice som lokalradio i København, og den samlede radiobranche valgte at hædre ham, fordi netop hans stædighed, frækhed og civile courage skabte grundlaget for kommerciel radio i dag. Havde det ikke været for ham, havde vi i dag formentlig stadig kun haft en række græsrodsradioer rundt omkring i Danmark... Både dristigheden og investeringen (den kreative og den forretningsmæssige) aftvinger respekt og er en pris værd - ikke mindst i jubilæumsåret," hed det blandt andet i motiveringen.

## Ægteskab og privatliv
Han blev i 2002 gift med den næsten 20 år yngre advokat Helle Zøfting. Ægteparret har tre børn.

## Kontroverser
- 2003: Afgørelse i sagen om lukning af offentlighedens adgang til Gavnø.
- 2004: Fik medhold i Østre Landsret i sagen om lukning af offentlighedens adgang til Gavnø.[6]
- 2006: Tabte en retssag i Boligretten grundet uenighed om vedligeholdelse af boligen til et ægtepar, der boede til leje i en af hans bygninger.[7]
- 2011: Betinget frakendelse af kørekort grundet høj hastighed.[8]